# Карлос Састре
Карлос Састре е испански професионален колоездач. Неговият най-голям успех е победата в Обиколката на Франция през 2008. Известен е като един от най-добрите катерачи и безспорен лидер в планинските етапи.
Висок е 173 см е тежи около 60 кг.

## Досегашни отбори
- 2009 – Cervélo TestTeam
- 2003 – 2008 Team CSC
- 2002 – CSC-Tiscali
- 1998 – 2001 ONCE

## Успехи
2009
3-то място Обиколка на Италия
2008
Победител в Обиколката на Франция
3-то място Обиколка на Испания
2007
2-ро място Обиколка на Испания
2006
2-ро място Обиколка на Франция